# Élie-Honoré Montagny
Élie-Honoré Montagny, né le 7 juin 1782 à Paris et mort le 13 juillet 1864 à Gentilly, est un peintre français.

## Biographie
Élie-Honoré Montagny est le fils de Blaise Montagny, graveur de monnaie, et de Marie Margueritte Grand.
Il est âgé de 10 ans lorsque ses parents se marient.
Son père est graveur de monnaie à Bayonne, cousin de Fleury Montagny, et son grand-père Philibert Montagny (1732-1808) était maître ciseleur.
Élève de Jacques-Louis David, il étudie l'Antiquité, réalise un grand nombre de dessins académiques et rassemble le tout dans un album. Il part ensuite vivre en Italie de 1804 à 1815.
Peintre d'histoire, il se rend au service de la cour de Naples, où il est peintre de la reine Caroline.
Il meurt à Gentilly, à l'âge de 82 ans.

## Œuvres dans les collections publiques
- Londres, Victoria and Albert Museum, Le Tasse lisant une de ses œuvres devant le duc et la duchesse de Ferrare[7].
- Rennes, musée des Beaux-arts, Caron frappant de sa rame les âmes qui n’entrent pas promptement dans sa barque[8].